# MO Mougins VB
MO Mougins VB (fullständigt namn: Municipal Olympique Mougins Volley-ball) är en volleybollklubb från Mougins, Frankrike. Klubben bildades 1977 och blev medlem av FFVB 1979. Laget gick sakta genom seriesystemet. De vann Nationale 1 (tredje högsta serien) 2011 och kvalificerade sig därigenom för Division Excellence (som 2013 omorganiseras och bytte namn till Élite). De stannade kvar i näst högsta serien fram till 2018 då de vann serien och kvalificerade sig för Ligue A 2018/2019. De höll sig kvar första säsongen. I Ligue A 2019/2020 kom de näst sist, men fick ändå behålla sin plats. Efter att åter ha kommit näst sist i Ligue A 2020/2021 åkte de ur serien och återvände till Élite.